# Stefan Nagy (serieskapare)
Stefan Nagy (stavade ibland förnamnet Stephan), född 1961, död 7 augusti 2008, var en svensk serieskapare och illustratör som varit flitigt publicerad i bland annat Svenska Serier, Pilot och Fantomen.

## Biografi
Stefan Nagy blev först publicerad i Svenska Serier på 1970-talet och återkom senare till tidningen då den återuppstod på 80-talet. Han gav ut ett antal egna seriefanzin på 1980-talet, bland annat Erotix och Android, medverkade i några nummer av Karl G. Jönssons Pulserande Metal och gjorde klassiska "Fritz von Flaxen" i Pilot. Han gjorde även en antidrogtidning åt ett bildningsförbund (Enbeve Serious nummer 1/1997) och illustrationer till rollspel.
Nagys medverkan i tidningen Fantomen bestod bland annat av två äventyr med titelfiguren samt att han tecknade avsnitt av biserierna "Ödeshandsken" och "Det okända – myter och mysterier".
På 2000-talet gav Nagy åter ut seriefanzin med egna äventyrsserier, bland annat "It", "Dark World" och "The Adventures of Carnak & Denim". Trots titlarna är samtliga svenskspråkiga. De sista åren samarbetade han en del med Mikael Bergkvist under varumärket Bullhead Comix.
Nagy avled i augusti 2008 efter en tids sjukdom.

## Serier i urval

### Fantomen
- "Mordängeln", Fantomen 14/1993 (endast skiss, tuschning av Boroslav Pavlovic. Manus av Idar Pettersen)
- "Barnarov", Fantomen 6/1994 (enadst skiss, tuschning av Jaime Vallvé. Manus av Nils Schröder)

### Det okända – myter och mysterier
- Avsnitt i Fantomen 3, 4, 6, 15 och 18/1994 (teckningar)

### Ödeshandsken
- Avsnitt i Fantomen 19, 22 och 26/1993 (teckningar)